# Promozione Toscana 1985-1986
Nella stagione 1985-1986 la Promozione era sesto livello del calcio italiano (il massimo livello regionale). Qui vi sono le statistiche relative al campionato in Toscana.
Il campionato è strutturato in vari gironi all'italiana su base regionale, gestiti dai Comitati Regionali di competenza. Promozioni alla categoria superiore e retrocessioni in quella inferiore non erano sempre omogenee; erano quantificate all'inizio del campionato dal Comitato Regionale secondo le direttive stabilite dalla Lega Nazionale Dilettanti, ma flessibili, in relazione al numero delle società retrocesse dal Campionato Interregionale e perciò, a seconda delle varie situazioni regionali, la fine del campionato poteva avere degli spareggi sia di promozione che di retrocessione.

## Girone A

### Squadre partecipanti
| Squadra                 | Città                      |
| ----------------------- | -------------------------- |
| A.C. Alabastri Volterra | Volterra (PI)              |
| G.S. Armando Picchi     | Livorno (LI)               |
| S.S. Argentario         | Porto Santo Stefano (GR)   |
| U.S. Bozzano            | Bozzano (Massarosa) (LU)   |
| A.S. Calzaturieri       | Santa Maria a Monte (PI)   |
| A.S. Camaiore           | Camaiore (LU)              |
| Pol. Cascina            | Cascina (PI)               |
| S.S. Folgor Marlia      | Capannori (LU)             |
| U.S. Fucecchio          | Fucecchio (FI)             |
| U.S. Grosseto           | Grosseto (GR)              |
| A.C. Mobilieri Ponsacco | Ponsacco (PI)              |
| U.S. Orbetello          | Orbetello (GR)             |
| U.S. Perignano          | Lari (PI)                  |
| U.S. Ponte a Moriano    | Lucca (LU)                 |
| G.S. Tuttocalzatura     | Castelfranco di Sotto (PI) |
| A.S. Venturina          | Venturina Terme (LI)       |

### Classifica finale
|  | Pos. | Squadra            | Pt | G  | V  | N  | P  | GF | GS | DR  |
|  | ---- | ------------------ | -- | -- | -- | -- | -- | -- | -- | --- |
|  | 1.   | Mobilieri Ponsacco | 41 | 30 | 12 | 17 | 1  | 37 | 16 | +21 |
|  | 2.   | Grosseto           | 40 | 30 | 14 | 12 | 4  | 40 | 25 | +15 |
|  | 3.   | Tuttocalzatura     | 39 | 30 | 15 | 9  | 6  | 39 | 24 | +15 |
|  | 4.   | Perignano          | 37 | 30 | 14 | 9  | 7  | 42 | 27 | +15 |
|  | 5.   | Bozzano            | 32 | 30 | 10 | 12 | 8  | 34 | 33 | +1  |
|  | 6.   | Folgor Marlia      | 32 | 30 | 11 | 10 | 9  | 31 | 30 | +1  |
|  | 7.   | Fucecchio          | 32 | 30 | 10 | 12 | 8  | 36 | 38 | -2  |
|  | 8.   | Venturina          | 31 | 30 | 10 | 11 | 9  | 35 | 31 | +4  |
|  | 9.   | Alabastri Volterra | 29 | 30 | 8  | 13 | 9  | 25 | 23 | +2  |
|  | 10.  | Ponte a Moriano    | 29 | 30 | 10 | 9  | 11 | 34 | 39 | -5  |
|  | 11.  | Cascina            | 27 | 30 | 6  | 15 | 9  | 23 | 24 | -1  |
|  | 12.  | Orbetello          | 26 | 30 | 7  | 12 | 11 | 29 | 40 | -11 |
|  | 13.  | Argentario         | 24 | 30 | 7  | 10 | 13 | 38 | 42 | -4  |
|  | 14.  | Calzaturieri       | 24 | 30 | 4  | 16 | 10 | 25 | 31 | -6  |
|  | 15.  | Camaiore           | 20 | 30 | 5  | 10 | 15 | 18 | 34 | -16 |
|  | 16.  | Armando Picchi     | 17 | 30 | 5  | 7  | 18 | 20 | 49 | -29 |

## Girone B

### Squadre partecipanti
| Squadra                   | Città                           |
| ------------------------- | ------------------------------- |
| U.S. Antella              | Antella (FI)                    |
| U.P. Bibbienese           | Bibbiena (AR)                   |
| U.S. Castiglionese        | Castiglion Fiorentino (AR)      |
| U.S. Cavriglia            | Cavriglia (AR)                  |
| Pol. Chiusi               | Chiusi (SI)                     |
| U.S. Colligiana           | Colle di Val d'Elsa (SI)        |
| A.S. Figline              | Figline Valdarno (FI)           |
| U.S. Grassina             | Grassina (FI)                   |
| A.S. Impruneta            | Impruneta (FI)                  |
| U.S. Lampo                | Lamporecchio (FI)               |
| U.S.C. Montelupo          | Montelupo Fiorentino (FI)       |
| U.S. Pontassieve          | Pontassieve (FI)                |
| Pol. Pratovecchio         | Pratovecchio (AR)               |
| A.C. Sangiovannese S.r.l. | San Giovanni Valdarno (AR)      |
| S.S. Staggia              | Staggia Senese (SI)             |
| U.S. Tegoleto             | Civitella in Val di Chiana (AR) |

### Classifica finale
|  | Pos. | Squadra       | Pt | G  | V  | N  | P  | GF | GS | DR  |
|  | ---- | ------------- | -- | -- | -- | -- | -- | -- | -- | --- |
|  | 1.   | Colligiana    | 44 | 30 | 18 | 8  | 4  | 45 | 19 | +26 |
|  | 2.   | Montelupo     | 41 | 30 | 16 | 9  | 5  | 46 | 24 | +22 |
|  | 3.   | Sangiovannese | 39 | 30 | 17 | 5  | 8  | 49 | 22 | +27 |
|  | 4.   | Tegoleto      | 38 | 30 | 14 | 10 | 6  | 25 | 14 | +11 |
|  | 5.   | Staggia       | 36 | 30 | 12 | 12 | 6  | 34 | 21 | +13 |
|  | 6.   | Castiglionese | 36 | 30 | 12 | 12 | 6  | 32 | 22 | +10 |
|  | 7.   | Bibbienese    | 30 | 30 | 11 | 8  | 11 | 30 | 31 | -1  |
|  | 8.   | Pontassieve   | 28 | 30 | 10 | 8  | 12 | 29 | 36 | -7  |
|  | 9.   | Cavriglia     | 27 | 30 | 6  | 15 | 9  | 28 | 30 | -2  |
|  | 10.  | Antella       | 27 | 30 | 8  | 11 | 11 | 19 | 22 | -3  |
|  | 11.  | Pratovecchio  | 27 | 30 | 7  | 13 | 10 | 15 | 22 | -7  |
|  | 12.  | Chiusi        | 26 | 30 | 9  | 8  | 13 | 33 | 40 | -7  |
|  | 13.  | Grassina      | 26 | 30 | 7  | 12 | 11 | 31 | 38 | -7  |
|  | 14.  | Impruneta     | 21 | 30 | 7  | 7  | 16 | 23 | 46 | -23 |
|  | 15.  | Lampo         | 18 | 30 | 5  | 8  | 17 | 25 | 53 | -28 |
|  | 16.  | Figline       | 16 | 30 | 5  | 6  | 19 | 17 | 41 | -24 |